# Matilde Landa Vaz
Matilde María Carolina Landa Vaz (Badajoz, 24 de juny de 1904 - Palma, 26 de setembre de 1942) va ser una activista política espanyola, militant del Partit Comunista d'Espanya (PCE). La recuperació de la seva biografia, fins aleshores oblidada, es va iniciar a la dècada dels anys 1970, i està àmpliament documentada en el llibre de l'historiador David Ginard i Féron, Matilde Landa. De la Institución Libre de Enseñanza a las prisiones franquistas. Actualment és considerada un dels símbols més significatius del moviment de les dones contra la dictadura franquista.

## Biografia

### Primers anys
Matilde Landa va néixer a Badajoz el 24 de juny de 1904, al domicili familiar de la plaça de San Andrés (actual plaça de Cervantes), de família benestant i lliurepensadora, en la qual es fomentava l'educació i la cultura. No va rebre el baptisme, cosa infreqüent a l'època, i la seva inscripció en el registre civil va ser testificada per dos amics de la família: Narciso Vázquez Lemus, prestigiós metge i destacat dirigent socialista extremeny, i Manuel Barriga Soto, poeta i periodista.
Matilde Landa és filla de l'advocat krausista Rubén Landa Coronado –nebot al seu torn de l'escriptora Carolina Coronado– i de Jacinta Vaz Toscano, els quals havien contret matrimoni civil l'any 1886 –un altre fet molt infreqüent aleshores– a Porcel (Portugal), lloc de naixement de Jacinta.
Va tenir dues germanes i un germà: Aida i Jacinta (aquesta segona va ser fundadora, amb José Castillejo, de l'Escola Internacional i, posteriorment, de l'Escola Plurilingüe, totes dues a Madrid), i Rubén, que va arribar a ser catedràtic de filosofia, pedagog i amic d'Antonio Machado. Tots tres varen morir exiliats a Mèxic.
El seu pare va tenir una intensa vinculació amb la Institució Lliure d'Ensenyament (ILE), i forjà amistat amb el seu cofundador, Francisco Giner de los Ríos, i el pedagog Manuel Bartolomé Cossío, alumne i posteriorment professor i director de l'ILE, arribant a formar part del primer grup d'accionistes del Butlletí de la ILE, publicació i institució que serien un referent en l'educació de tots els seus fills, incloent-hi Matilde. Rubén, el seu germà, va ser així mateix professor de la Institució.
La relació de la família Landa amb els Cossío originaria l'amistat de Matilde amb la filla d'aquest, Julia Cossío, amb la qual passaria molts estius en un pazo que la família Cossío tenia a San Fiz de Vixoi, a Bergondo (La Corunya).
Matilde Landa va passar la infància i adolescència a Badajoz, on va estudiar el batxillerat com a alumna lliure a l'Institut General i Tècnic. Abans de començar el batxillerat, Matilde va passar alguna temporada a La Corunya estudiant a l'Escola Professional de Comerç. El 1923, amb 19 anys, es va traslladar a Madrid per iniciar estudis universitaris de Ciències Naturals, un fet poc usual entre les joves de l'època, i es va llicenciar el 1929. Es va allotjar a la Residència de Senyoretes, llavors sota la direcció de la pedagoga krausista Maria de Maeztu.
L'any 1930 va contreure matrimoni amb Francisco López Ganivet (1907-1961), militant comunista i nebot de l'escriptor i diplomàtic Ángel Ganivet García, considerat precursor de la Generació del 98, que durant la Guerra Civil seria capità del Vè Cos de l'Exèrcit Republicà. Fruit del matrimoni van néixer Carmen, el 1931, i Jacinta, el 1933, encara que aquesta darrera moriria amb pocs mesos de vida. El matrimoni es va dissoldre amistosament durant la Guerra Civil espanyola.
L'educació de la seva filla Carmen va estar sempre adscrita a la ILE i se'n conserva una col·lecció de cartes escrites a la presó per la seva mare que han estat fonamentals per a la reconstrucció biogràfica de Matilde Landa.
Durant aquests anys hi ha poques dades sobre la seva professió, encara que sembla que a finals de la Segona República va treballar en un laboratori de l'Institut Cajal, com a empleada del neuròleg i psiquiatre Gonzalo Rodríguez Lafora.

### Militància política
Va iniciar la seva militància política durant la Segona República (1931-1939). El 1934 va participar en el congrés fundacional del Comitè Nacional de Dones contra la Guerra i el Feixisme, organització feminista i popular d'inspiració comunista que presidia Dolores Ibárruri. Aquest mateix any es va afiliar al Socors Roig Internacional (SRI), organització vinculada a la Internacional Comunista, que es dedicava a realitzar actes de suport als presoners comunistes i que organitzava assistència material i humanitària en situacions de necessitat.
Va ingressar al PCE en els primers mesos del 1936, poc abans de la Guerra Civil, gràcies als seus contactes, com ara l'activista italià Vittorio Vidali (Comandant Carlos), delegat de la Komintern i cofundador i comissari polític del Cinquè Regiment de Milícies Populars, i la seva companya, la fotògrafa i actriu Tina Modotti.
El 21 de juliol de 1936, uns dies després del fracassat cop d'Estat, Matilde va ser destinada a l'Hospital Obrer ocupat pel Cinquè Regiment a Madrid, i aquest mateix estiu es va incorporar al batalló femení del mateix, realitzant-hi la instrucció militar. Al costat de moltes altres dones, entre les quals es trobava Tina Modotti, es va embarcar en l'ingent esforç de convertir aquell hospital -que havia estat un asil per a tuberculosos regentat per religioses- en un hospital de sang per a les milícies populars, les quals ja estaven frenant l'avanç feixista a la serra nord de Madrid. El batalló femení del Cinquè Regiment, tot seguint la idea de Dolores Ibárruri, pretenia que les dones combatessin al front en situació d'igualtat amb els homes. La presència de dones en un cos militaritzat com aquell va suscitar certa polèmica en les files del PCE, i les dues úniques companyies de dones que van arribar a formar-se varen acabar dissolent-se.
Després d'això es va incorporar a les tasques sanitàries d'un altre hospital de sang de Madrid, l'Hospital Obrer de Maudes. El 1936 l'hospital va ser evacuat a causa de l'avanç de les tropes franquistes i Matilde es va trasllada, al novembre, a València per a reorganitzar el SRI.
És rellevant la seva presència i activitat al quarter general de les Brigades Internacionals, i en diversos llocs (Albacete, Madrid, Extremadura, Aragó i Còrdova), particularment en l'avanç de les tropes rebels sobre Màlaga, i organitzant tasques d'evacuació de la població pel febrer del 1937. Aquest mateix any va ser també la responsable al SRI d'auxili als refugiats, concretament en tasques d'evacuació de nens i d'inspecció de menjadors i colònies infantils, i al juliol va representar l'SRI en una conferència internacional sanitària d'ajuda a Espanya celebrada els dies 3 i 4 a París (Centrale Sanitaire Internationale d'aide à l'Espagne Républicaine).
A l'abril del 1938 va fer tasques de suport als refugiats republicans de la zona de Mèrida. Aquest mateix mes es va incorporar, a Barcelona, a la secció d'informació popular de la Subsecretaria de Propaganda del Govern Republicà. A l'estiu d'aquest any, va ser membre de la Junta Directiva de la Casa d'Extremadura a Barcelona. Durant aquests mesos va col·laborar amb les organitzacions antifeixistes extremenyes organitzades a la zona republicana. La seva frenètica activitat per diferent ciutats, dificultada per una afecció pulmonar que l'afligia, va motivar probablement la decisió d'enviar la seva filla Carmen, que llavors residia a les colònies de València, a la Unió Soviètica durant l'estiu de 1938. Carmen López Landa va morir a Madrid el 20 de gener del 2006, als 75 anys.
Va recórrer en aquells dies nombroses ciutats de la península, en les quals va organitzar conferències per aixecar la moral als combatents republicans. En aquesta època va haver de conèixer Miguel Hernández, qui li va dedicar el poema «A Matilde», inèdit fins a l'any 2002.
El novembre de 1938, Matilde Landa va participar en el Congrés Nacional de la Solidaritat, celebrat a Madrid. Allà seria escollida membre del Comitè Executiu Nacional del SRI.
Després de la caiguda de la ciutat de Barcelona el gener del 1939, mentre Matilde residia a Barcelona, un viatge clandestí per carretera la va traslladar a Madrid, on seria la dirigent designada pel Buró Polític del PCE, en un conclave secret, responsable de reorganitzar i encapçalar el partit davant la imminent entrada de les tropes franquistes a la capital. El seu àmbit d'actuació incloïa també, a més de Madrid, les províncies de Conca, Guadalajara i Toledo. Això la convertia pràcticament en l'únic referent de l'organització clandestina a Espanya.
La tasca del partit en aquest moment, amb gran escassetat de mitjans i extrema improvisació, es va organitzar al voltant de petites cèl·lules que aviat caurien en mans de la policia franquista. Encarregada d'organitzar -actuant amb el nom d'Elvira- la fugida dels dirigents del partit Domingo Girón, Eugenio Fonda i Guillermo Ascanio, va fracassar per la indiscreció d'una antiga dirigent i tots tres serien lliurats a les autoritats franquistes i afusellats el 1941. Com a conseqüència d'això, va caure el militant Joaquín Rodríguez, cosa que provocaria la localització de Matilde, la qual va ser detinguda al costat de la seva secretària Maria Guerra Micó el 4 d'abril del 1939.
El 12 d'abril Matilde va ser conduïda a la seu del Ministeri de Governació -actual Ministeri d'Interior espanyol-, situat a la Casa de Correos de la Puerta del Sol, on va ser interrogada pel comissari Jesús Cabezas. Hi ha versions oposades sobre si va ser torturada o no, però sí que se sap que va estar aïllada i incomunicada durant gairebé sis mesos.

## La presó
Ventas
El 26 de setembre de 1939 va ingressar a la presó de Ventas. Entre les recluses allà empresonades hi havien estat Les Tretze Roses, afusellades el mes anterior sense haver-se arribat a tramitar la seva sol·licitud de commutació de pena.
La directora del penal era llavors la teresiana Carme de Castro, la qual havia estat alumna de la Institución Libre de Enseñanza. Matilde, potser per això, va aconseguir la seva autorització per organitzar en la seva pròpia cel·la de la galeria de penades -que reunia les condemnades a mort amb la finalitat de separar-les de la resta de recluses, i que en aquelles dates va arribar a albergar fins a 190 penadas- una oficina on realitzaria una impressionant tasca d'ajuda a les preses condemnades a mort: es tractava de la coneguda oficina de penades, un gabinet d'assistència jurídica a les preses -fonamentalment de tramitació de recursos per aconseguir la seva exculpació-, que va aconseguir evitar l'afusellament d'algunes d'elles. Encara que els seus èxits al respecte no serien quantitativament elevats, es va consolidar com un important suport psicològic que va possibilitar establir una xarxa d'ajuda entre les dones i entre elles i les seves famílies davant de situacions desesperades i incertes, generalment enfrontades a una situació d'absoluta indefensió legal.
Va ser processada en consell de guerra pel capità Álvaro Soto Burgos el 7 de desembre de 1939, pel delicte d'adhesió a la rebel·lió i condemnada a pena de mort. Però, gràcies a les gestions realitzades per la seva germana Aida amb el filòsof i llavors sacerdot Manuel García Morente, convers molt ben relacionat amb el règim, alumne i professor de la ILE i amic de Rubén Landa Vaz, germà de Matilde, la seva pena va ser commutada per la immediatament inferior de trenta anys de reclusió el 18 de juny de 1940.
Al seu expedient penal figura, amb data de 14 de març de 1941, i essent reclosa ja a Palma (Illes Balears): Se recibe y une testimonio de sentencia y liquidación de condena de esta penada a treinta años en causa nº 50.683/39, que con el abono de prisión preventiva sufrida extinguirá el 22 de septiembre de 1969.
La seva commutació va ser un cas absolutament excepcional, i condicionat al seu trasllat a un penal situat fora de la península. Després de la commutació, Matilde va sol·licitar continuar en la galeria de penades amb la seva tasca d'assistència jurídica, però ho va poder fer. Després de la seva sortida de la galeria, la direcció de la presó va prohibir l'oficina i al seu lloc es va habilitar un taller de costura.
Palma
El 14 d'agost de 1940, Matilde ingressa a la presó de dones de Palma -presó de Can Sales-, una de les més terribles presons de dones de la postguerra espanyola, caracteritzada per la massificació, la pèssima alimentació i les condicions de les recluses.
Igual que a Ventas, Matilde, l'única reclusa amb formació universitària, es va convertir immediatament en un referent moral bàsic per a les preses, encapçalant les modestes accions de resistència que es desenvolupaven al penal. Des del seu ingrés va ser objecte d'un permanent assetjament, no només a causa de la seva gran activitat organitzativa, sinó per la seva singularitat: Matilde Landa era una dona culta, intel·ligent, que les preses respectaven, i sense batejar.
El 14 de setembre de 1942, dotze dies abans de morir, es rep un ofici de la direcció general de presons ordenant el trasllat de Matilde a la presó de dones de Santa Cruz de Tenerife, sancionada per la seva conducta. Un trasllat que va ser suspès dies després.
Des de la presó, va escriure diverses cartes dirigides a la seva filla Carmen, que havia aconseguit sortir d'Espanya i vivia amb els seus oncles a Mèxic.
Les seves fortes conviccions, coherència i actituds conseqüents van provocar que les autoritats religioses de la presó, les Germanes de la Santa Creu, s'interessessin de manera molt especial per la seva conversió al catolicisme, la qual cosa hauria constituït un acte propagandístic de primer ordre per a la dictadura. Així, des de 1941 va patir fortes pressions perquè accedís a rebre el baptisme. La pressió de les militants d'Acció Catòlica sobre Landa va ser extremadament cruel, personificada en la catequista que li havien assignat, Bàrbara Pons. La millora de les condicions de vida de les recluses van ser convertides en moneda de canvi per aconseguir la cristianització de Matilde, afavorida pel bisbe de Palma, José Miralles Sbert.
El baptisme públic estava previst pel 26 de setembre de 1942, justament en complir el tercer aniversari des del seu ingrés a la presó, i hi assistirien el bisbe de Palma i el governador civil.

## Mort
Passades les divuit hores del dissabte 26 de setembre de 1942, dia en el qual estava prevista la cerimònia de baptisme, amb 38 anys, es va llançar des d'una galeria de la presó i va quedar sense vida. La seva agonia va durar gairebé una hora, temps suficient perquè se li administrés finalment el baptisme in articulo mortis. S'apunta com a causa més probable el suïcidi, induït per la terrible situació de pressió a què estava sent sotmesa per part de les autoritats penitenciàries i eclesiàstiques de l'illa per a ser batejada.
L'acta de defunció expedida pel jutjat municipal i certificada en l'extracte de la causa judicial, amb data 29 d'octubre de 1945, informava que "va morir el 26 de setembre de 1942, a les 19 hores 25 minuts, a conseqüència d'una hemorràgia interna". No obstant això, en el seu expedient penal figura: “A les 19 hores i 10 minuts del dia d'ahir -26 de setembre- ha mort aquesta penada en aquesta presó a causa de la malaltia que indica el certificat mèdic que s'adjunta.”
En la seva cel·la es varen trobar 3 obres: les poesies de Bécquer, els escrits de Santa Teresa, i una edició completa de les obres de Quevedo.
Va ser enterrada al cementiri de Palma, en una sepultura propietat d'Aina Oleza Bestard, pertanyent a una família aristocràtica mallorquina. La documentació de la causa judicial de Matilde Landa, amb el número 50.683, es troba actualment en un arxiu militar, el de la Capitania General de Madrid.
El 26 de setembre de 2012, el Partit Comunista de les Balears i Esquerra Unida van rendir un homenatge a Matilde Landa en la seva tomba al cementiri de Palma, en complir-se 70 anys de la seva mort. El 2022, l'Ajuntament de Palma va rememorar en un acte el 80è aniversari de la seva mort davant de la presó de dones del carrer Sales de Palma.